# Digital Combat Simulator

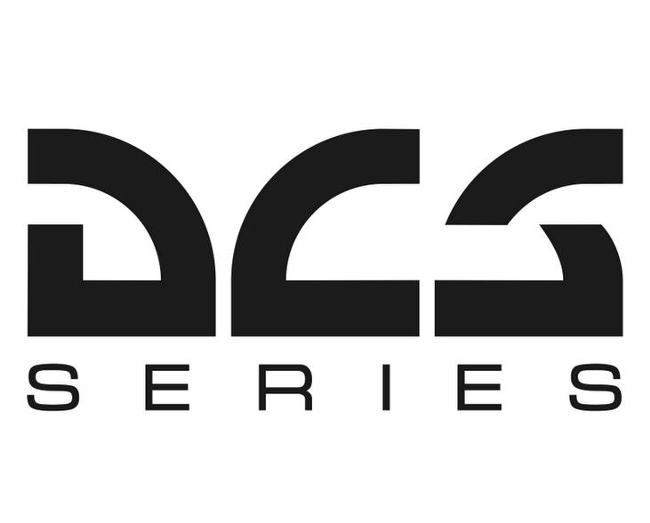
Logo de DCS Series (en uso desde 2011)

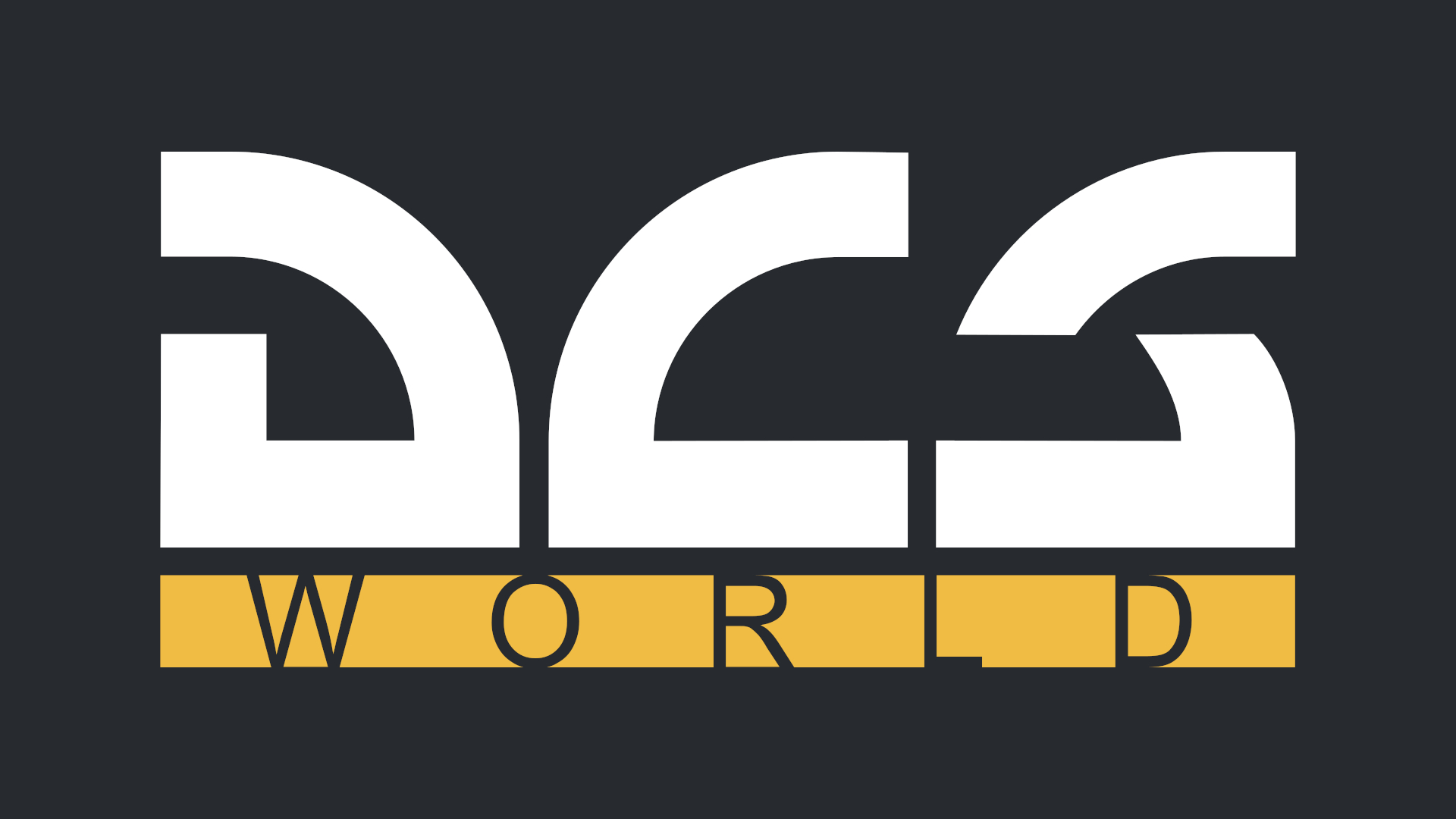
Logo de DCS World (en uso desde 2015)

Digital Combat Simulator, o DCS, lanzado al mercado en 2008, es un simulador de combate aéreo desarrollado por Eagle Dynamics y The Fighter Collection. Se trata de un simulador de typo study, es decir que fue desarrollado para que cada producto de la serie DCS fuese un simulador especializado en una única aeronave militar concreta, de modo que en cada simulador de la serie DCS el jugador solo puede pilotar una sola aeronave aunque con un muy elevado nivel de realismo ya sea por la aerodinámica, la aviónica, la meteorología, los sistemas de armamento, el modelo de daños, etc. Al ser DCS una serie de simuladores de alta fidelidad, estos contrastan con simuladores de fidelidad media anteriores como Lock On: Modern Air Combat y Flaming Cliffs 2. Los módulos de DCS utilizan StarForce como protección contra las copias ilegales y requieren activación por Internet mediante contraseña personalizada.
Únicamente DCS Black Shark y DCS A-10C Warthog se lanzaron como simuladores plenamente indepedientes, por lo que no requieren ningún otro programa para ser utilizados, mientras que los siguientes títulos de DCS (P-51D Mustang y posteriores) fueron lanzados como expansiones para DCS World, un simulador gratuito que incluye dos aviones pilotables y dos mapas. El conjunto de módulos de la serie DCS se conoce como DCS Series.

## DCS: Black Shark
DCS: Black Shark es un simulador del helicóptero de ataque ruso Kamov Ka-50 desarrollado como el primer módulo de la serie Digital Combat Simulator, siendo el siguiente un simulador para el avión A-10. Es el único título de la serie DCS que fue lanzado en formato físico.
El simulador ofrece diversas funciones como meteorología, aviónica, modelo de vuelo y de daños, sistema de armamento y demás con un alto nivel de realismo. También cuenta con las típicas opciones como campaña, inicio rápido, entrenamiento, misiones, diario del piloto, visor de repeticiones, y un completo y mejorado editor de misiones y campañas.
La versión rusa del simulador salió al mercado el 17 de octubre de 2008. Al ser un simulador únicamente para el helicóptero Ka-50 Black Shark, (nombre en la OTAN: Hokum-A) sólo se puede pilotar dicho aparato, aún que también se han recreado vehículos militares como otros helicópteros y aviones, carros de combate, y más material bélico que es controlado por la inteligencia artificial.
La cabina del helicóptero es una fiel reproducción de la real, con todos los botones, conmutadores y sistemas funcionales, que pueden ser accionados con el ratón u otro dispositivo señalador. Incluye más de 500 asignaciones de teclado para ofrecer un control directo sobre cada dispositivo de la cabina. El jugador puede cambiar el ángulo de visión en la cabina ya sea con el ratón, teclado u otro dispositivo como TrackIR, y puede elegir entre los textos en cabina en ruso o en inglés.
Existen dos modelos de juego:
Juego: se pueden activar varias ayudas para apoyar al piloto con menos experiencia, como por ejemplo un helicóptero indestructible, vistas exteriores, munición y combustible ilimitados, un modelo de vuelo más simplificado, etc.
Realista: el jugador debe seguir todos los procedimientos igual que en la vida real, además se añade un modelo de vuelo mucho más avanzado de modo que el comportamiento del helicóptero en vuelo es mucho más realista.
El simulador incluye 9 video-tutoriales y más de 600 páginas en manuales.
Se ha lanzado el parche 1.0.2 que proporciona compatibilidad multijugador con Lock On Flaming Cliffs 2, y también incluye más funciones y algunas correcciones de bugs. Este parche es de instalación limpia y no se puede instalar sobre el parche 1.0.1. Además no es compatible con versiones anteriores en modo multijugador en línea.

### DCS: Black Shark 2
Se lanzó un paquete de mejora de pago para DCS: Black Shark. No requería DCS World pero sí tener instalada la primera versión de DCS: Black Shark. Incluye las siguientes mejoras (que también tiene mejoradas DCS World):
- Editor de misiones mejorado con nuevas funciones
- Nuevas unidades aéreas, marítimas y terrestres con alto grado de detalle.
- Inteligencia arificial mejorada con mejor comportamiento.
- Área de mapa ampliada hacia el este para incluir Tiflis y la ubicación de la Guerra de 2008 de Georgia
- Meteorología dinámica con frentes, vientos y lluvias variables.
- Efectos gráficos mejorados como HDR
- Mejora de los gráficos de bajo nivel del terreno como la hierba, arbustos, las sombras de los árboles y las texturas de alta resolución proporciona una mayor sensación de velocidad cuando se vuela rasante al suelo.
- Nueva campaña basada en la guerra de Georgia en 2008
- Compatibilidad en línea con DCS: A-10C Warthog
- Sombras dinámicas en la cabina
- Modelo 3D de cabina mejorado
- Generador de misiones rápido para realizar misiones rápidamente
- Despegues y aterrizajes de los buques de cabeceo y balanceo de acuerdo a la velocidad del viento y la dirección
- Mensajes de radio de todos los demás vuelos amigos ayuda a que el campo de batalla cobra vida
- Texturas FARP mejoradas

## DCS: A-10C Warthog
El segundo módulo de la serie Digital Combat Simulator se basa en el avión estadounidense de ataque al suelo Fairchild-Republic A-10 Thunderbolt II. Fue lanzado al mercado el 21 de febrero de 2011 y actualmente se puede descargar directamente desde el sitio web oficial de DCS o de otros sitios en línea ya sea por HTTP, FTP o BitTorrent. A diferencia de DCS: Black Shark, DCS: A-10C Warthog ya no salió al mercado físico.
Al igual que en DCS: Black Shark, en DCS: A-10C Warthog también es posible configurar un modo de realismo tipo arcade o experto, según el nivel del usuario para poder controlar el avión con menor o mayor dificultad así como también los sistemas de armamento y aviónica. También cuenta con misiones para poder jugar independientemente o campaña.
Además, los jugadores pueden por primera vez en DCS, la reproducción desde el punto de vista de una unidad de tierra, ya que el juego incluye un "terminal común del controlador ataque" el modo en el que el jugador marca los objetivos con un láser para el A-10.

## DCS: World
DCS World es una interfaz gratuita y unificada para todos los productos de DCS. Se puede considerar como un sistema operativo, ya que cuando se adquiere un producto de DCS, éste sólo incluye el contenido específico del mismo producto, por lo que se requiere DCS World ya que este contiene los otros archivos. Los módulos de DCS que pueden conectarse a DCS World pueden incluir aviones, mapas, unidades de tierra, campañas, etc. DCS World no sólo puede incluir módulos desarrollados internamente por Eagle Dynamics, además también puede incluir los certificados por parte de desarrolladores, como Bell Helicopter Textron.
DCS World no sólo incluye la interfaz gráfica de usuario (GUI) que une a todos los productos de DCS juntos en una sola instalación, sino que también incluye los aspectos globales de simulación del mundo que pertenece a todos los módulos. Esto incluye elementos tales como el escenario, la inteligencia artificial (AI), el sistema de representación, editor de misiones, efectos, unidades de AI, sistema de campaña semi-dinámico y audio del medio ambiente. En otras palabras, lo que no incluye son las aeronaves de pago.
DCS World también incluye:
- Aviones Su-25T "Frogfoot" y TF-51D gratuitos, este último con cabina funcional.
- El mapa de la región del Cáucaso para que el jugador tenga un entorno en el que poder pilotar sus dos aviones gratuitos.
- Noticias sobre productos y acontecimientos ligados a DCS.
- Imágenes de fondo seleccionables.
- Actualizaciones gratuitas para mantener DCS World actualizado.

Se trabaja en varias mejoras y funcionalidad añadida como:
- Nuevo motor gráfico basado en Vulkan
- Campaña dinámica / sistema de estrategia en tiempo real (RTS)
- Nuevas implementaciones en el sistema de comunicaciones por voz
- Meteorología realista y actualizaciones en línea
- Implementación de procesos multihilo
- Representación de mundo completo tipo Microsoft Flight Simulator (MSFS)
- Mejoras en realidad virtual (VR)
- Actualización de unidades de inteligencia Artificial (IA)
- Captura de movimientos (Mocap)

Actualmente están disponibles los siguientes productos para DCS World por compra en línea en la página web oficial de Digital Combat Simulator (algunos aún en estado beta), tanto de Eagle Dynamics como de empresas de desarrollo de software asociadas. También se ha añadido los módulos en desarrollo activo y confirmados oficialmente:

## Módulos de Eagle Dynamics y de la antigua Belsimtek (ahora parte de Eagle Dynamics)
Nota preliminar: la mención «simulación parcial» significa que los sistemas complejos no están modelizados en el simulador y que por lo tanto no se pueden accionar los interruptores de cabina.

### Módulos aéreos
- A-10A Thunderbolt II (simulación parcial) (Parte de FC-3)
- A-10C Warthog / A-10C 2 Tank Killer
- AH-64D Apache Longbow
- CH-47 Chinook (En desarrollo 2023)
- Bf 109 K-4 Kurfürst
- Black Shark 2 / Black Shark III
- de Havilland Mosquito FB Mk.VI
- F6F Hellcat (En desarrollo 2023-24)
- F-5E Tiger II
- F-15C Eagle (simulación parcial) (Parte de FC-3)
- F-16C Viper
- F/A-18C Hornet
- F-86F Sabre (Belsimtek)
- Fw 190 A-8/F-8/G-8 Anton
- Fw 190 D-9 Dora
- Mi-8MTV2 Magnificent Eight (Belsimtek)
- Mi-24P Hind
- MiG-15bis (Belsimtek)
- Mig-29A/G/S (simulación parcial) (Parte de FC-3) / Mig-29A (En desarrollo) (simulación completa)
- L-39C/ZA Albatros
- P-47D Thunderbolt
- P-51D Mustang
- Spitfire LF Mk. IX
- Su-25A Frogfoot (simulación parcial) (Parte de FC-3)
- Su-27S Flanker (simulación parcial) (Parte de FC-3)
- Su-33 Flanker (simulación parcial) (Parte de FC-3)
- UH-1H Huey (Belsimtek)
- Yak-52

### Módulos navales
- Supercarrier

### Módulos terrestres
- Combined Arms

### Otros
- NS 430 GPS
- Pack de asistencias de la WWII

## Módulos desarrollados por empresas asociadas

### Módulos por Aerges
- Dassault Mirage F1CC/EE M (En Desarrollo)

### Módulos por Airplane Simulation Company
- C-130J Hercules

### Módulos por AviaStorm
- Tornado GR.1

### Módulos por Aviodev (convertida en Aerges)
- C-101EB/CC Aviojet

### Módulos por Aviron
- IAI Kfir

### Módulos por Crosstail Studios
- A-1H Skyrider

### Módulos por Deka Ironwork Simulations
- JF-17 Thunder
- Shenyang J-8II PP (En desarrollo 2024)
- Shenyang J-11A (simulación parcial) (gratuito)
- Pack de Asistencias Chinas (gratuito)

### Módulos por FlyingIrons Simulations
- A-7E Corsair II (En desarrollo)

### Módulos por Grinnelli Designs
- F-100D Super Sabre

### Módulos por HeatBlur
- A-6E Intruder (en desarrollo)
- AJS-37 Viggen
- F-4E Phantom II (En desarrollo 2023)
- F-14A/A+/B Tomcat
- Pack Asistencias IA (A-6E Intruder / KA-6D Intruder / J-35J Draken, Portaviones CV-59 Forrestal / CV-60 Saratoga / CV-61 Ranger / CV-62 Independence) (Gratuito)

### Módulos por IndiaFoxtEcho
- MB-339
- G.91 Gina (En desarrollo)

### Módulos por Leatherneck / Magnitude 3 LLC
- Christen Eagle II
- F4U-1D Corsair (en desarrollo 2023)
- F-8E Crusader (en desarrollo)
- MiG-21bis
- Pack Asistencias unidades IA del teatro del Pacífico. (Gratuito)

### Módulos por MilTech-5
- Bo 105 (en desarrollo en colaboración con RAZBAM)

### Módulos por Octopus-G
- I-16 type 24
- La-7

### Módulos por Polychop-Simulations
- SA342M Gazelle
- OH-58D Kiowa (en desarrollo)

### Módulos por RAZBAM
- A-29 Super Tucano (en desarrollo)
- AV-8B Night Attack V/STOL
- IA-58 Pucará (en desarrollo)
- M-2000C
- F-15E Strike Eagle (en desarrollo 2023)
- Mig-19P Farmer
- MiG-23 MLA Flogger (en desarrollo)
- Pack unidades del mapa del Atlántico Sur.

### Módulos por TrueGrit Virtual Technologies
- Eurofighter Block 5 (en desarrollo en colaboración con Heatblur)

Dos empresas que todavía no han sido presentadas oficialmente trabajan en varios productos mientras tramitan la licencia con Eagle Dynamics.
- La primera se llama Battlefield Productions y tiene planes para realizar packs de unidades basadas en la época actual, la guerra fría y equipos para bases aéreas.
- La segunda empresa, que todavía no ha dado un nombre oficial, trabaja en un sistema IADS Integrated Air Defense Network (Sistema Integrado de Defensa Aérea).

## Mapas

### Mapas por Eagle Dynamics
- Afganistán (En desarrollo)
- Cáucaso (mapa gratuito incluido en DCS World)
- Golfo Pérsico
- Polígono de tiro de Nevada
- Canal de la Mancha
- Islas Marianas (mapa gratuito incluido en DCS World)
- Islas Marianas WW2  (En desarrollo) (mapa gratuito incluido en DCS World)

### Mapas por Check Six Simulations
- Norte de Australia (Zona de Darwin) (En desarrollo)

### Mapas de Orbx Simulation Systems
- Península de Kola

### Mapas por RAZBAM
- Atlántico Sur

### Mapas por Ugra Media
- Normandia 1944
- Normandia 2.0 (En desarrollo)
- Siria

## DCS: Combined Arms
DCS: Combined Arms (abreviado a veces como DCS CA o CA) permite controlar las fuerzas de tierra durante la batalla. Posee un mapa de Mando estratégico para mover las fuerzas de tierra, establecer misiones de artillería de fuego y controlar la batalla terrestre. Se puede asumir el papel de un controlador de Terminal ataque conjunto (JTAC) y designar objetivos para los aviones de apoyo cercano aéreo, o controlar directamente vehículos blindados y armas de defensa aérea y de atacar a las fuerzas enemigas.
DCS: Combined Arms incluye modo multijugador con el que los jugadores pueden tener diferentes roles tales como comandantes de artillería, comandantes de tanques, pilotos, JTACs, etc. DCS: Combined Arms permite un control total de la batalla. Todas las funciones se pueden cambiar dinámicamente durante la batalla.

## Simuladores relacionados
- Lock On: Modern Air Combat